# Higher Ground
Pour les articles homonymes, voir Higher Ground (homonymie).
Singles de Stevie Wonder
You Are the Sunshine of My Life
(1973) Living for the City
(1973)
Higher Ground est une chanson de Stevie Wonder écrite et composée par ce dernier et sortie en 1973. Elle est classée à la fois no 4 au Billboard Hot 100 et no 1 aux Hot R&B/Hip-Hop Songs. Elle atteint le numéro 4 du Billboard Hot 100 et le numéro 1 du classement US Hot R&B Singles. Wonder a écrit et enregistré la chanson dans une explosion de créativité de trois heures en mai 1973. La version album de la chanson contient un couplet supplémentaire et dure 30 secondes de plus que la version single.  La chanson est sortie au Royaume-Uni mais n'a connu qu'un succès modeste, atteignant le numéro 29 du UK Singles Chart.

## Thème
Les paroles de la chanson abordent la question de la réincarnation. Wonder a commenté, lors d'une interview par le New York Times:
"Je voudrais croire à la réincarnation. J'aimerais croire qu'il y a une autre vie. Je pense que parfois votre conscience peut se produire sur cette terre une deuxième fois. Pour moi, j'ai écrit "Higher Ground" avant même mon accident. Mais cet événement devait me dire que quelque chose allait se passer pour me faire prendre conscience de beaucoup de choses et me ressaisir. C'est comme ma deuxième chance pour la vie, de faire quelque chose ou d'en faire plus, et de valoriser le fait que je suis en vie." 

## Enregistrement
Le son wah-wah du clavinet, unique dans la chanson, a été obtenu avec une pédale d'envelope filter, le Mu-Tron III. La ligne de basse est fournie par un synthétiseur Moog et à l'aide d'overdubs, Wonder a joué tous les instruments de la chanson, y compris la batterie et les percussions.

## Réception critique
En 2004, Rolling Stone a classé la chanson numéro 265 sur sa liste des 500 plus grandes chansons de tous les temps, ajoutant: "'Higher Ground' a été enregistré juste avant que Wonder ne soit impliqué dans un accident presque fatal en août 1973 qui l'a laissé dans un coma. Au début du rétablissement de Stevie, son road manager a chanté la mélodie de la chanson dans l'oreille du chanteur; Wonder a répondu en bougeant ses doigts avec la musique". Selon Acclaimed Music, il s'agit de la 515ème chanson la plus célèbre de l'histoire de la musique populaire. 

## Classements
| Chart (1973)                           | Peak Position |
| -------------------------------------- | ------------- |
| Australie (Kent Music Report)          | 62            |
| Canada (RPM 100 Singles)               | 9             |
| Canada (RPM Pop Music Playlist)        | 73            |
| France (IFOP)                          | 16            |
| Italie (FIMI)                          | 22            |
| Pays-Bas (Nederlandse Top 40)          | 33            |
| Pays-Bas (Single Top 100)              | 28            |
| Royaume-Uni (UK Singles Chart)         | 29            |
| États-Unis (Billboard Hot 100)         | 4             |
| États-Unis (Billboard Hot R&B Singles) | 1             |

## Version de Red Hot Chili Peppers
Singles de Red Hot Chili Peppers
Knock Me Down
(1989) Taste the Pain
(1990)
Cette version, qui n'est pas entrée dans les hit-parades, est présente sur les bandes originales des films Danse ta vie, Power Rangers, le film, Tolérance zéro et Mi-temps au mitard. La chanson se retrouve également dans les jeux vidéo Guitar Hero et Rocksmith.
Enregistrée en anglais (sauf mentions contraires) par :

## Autres versions
Eric Clapton l'a enregistré en 2003 sur l'album-hommage Conception: An Interpretation of Stevie Wonder's Songs. Marcus Miller a également repris le morceau sur l'album Marcus.